# 飯沼南実
飯沼 南実（いいぬま みなみ、10月18日 - ）は、日本の女性声優。福島県出身。マウスプロモーション所属。

## 略歴
「声だけでこんなに表現できるのか！」と衝撃を受けたのがきっかけで声優を目指した。
2015年に北海道芸術高等学校仙台サテライトキャンパスを卒業後、マウスプロモーション所属。

## 出演

### テレビアニメ
2015年
- アイカツ!（女性AD、観客）

2016年
- あまんちゅ!（女子C）

2017年
- AKIBA'S TRIP -THE ANIMATION-（ロリータ）
- ハンドシェイカー（女性）
- パズドラクロス（受付）
- 冴えない彼女の育てかた♭（メイド）
- アイカツスターズ!（きららファン）
- 忍たま乱太郎の宇宙大冒険 with コズミックフロント☆NEXT 火星を大そうさく!の段（キュリ夫の子供）

2018年
- アイカツフレンズ!（2018年 - 2019年、アイドル、受付嬢） - 2シリーズ

2020年
- 映像研には手を出すな!（女子）
- Lapis Re:LiGHTs（女の子、少女）
- 巨神と氷華の城（ゆうちゃん、本多先生）
- NOBLESSE -ノブレス-（女子生徒）

2021年
- NOMAD メガロボクス2（子供、少女、子供I、子供A）
- サクガン（女の子）

2022年
- クレヨンしんちゃん（チーターズB）
- ダンス・ダンス・ダンスール（男子生徒D）

2023年
- 君は放課後インソムニア（女子生徒）
- 天国大魔境（5期生）
- ミギとダリ（幼い瑛二）

2024年
- 夜のクラゲは泳げない（虹色少女メンバー）
- かつて魔法少女と悪は敵対していた。（娘、魔法少女）
- ぷにるはかわいいスライム（2024年 - 2025年、あきちゃん、虎馬幼稚園園児） - 2シリーズ
- 忍たま乱太郎（忍たま）

### 劇場アニメ
- ペンギン・ハイウェイ（2018年、5年生女子）
- 雨を告げる漂流団地（2022年、萠江）

### Webアニメ
- 1000ちゃん（2015年）
- マウスどうぶつえん（2017年 - 、ミズクラゲのみなみ）
- マウスどうぶつえん名作劇場（2020年、ミズクラゲのみなみ）
- TIGER & BUNNY 2（2022年、女の子）

### ゲーム
2015年
- 激突!ブレイク学園（鬼灯朱音、鍵村板奈）

2016年
- 御城プロジェクト:RE（大仏城、福島城、帰雲城、阿波一宮城）
- 戦国姫譚MURAMASA-雅-（十河一存、濃姫、織田信雄、濃姫、多聞山城、岡山城）
- Diss World（イフリータ）
- 刻のイシュタリア（機工士ディアン・ケヒト、常夏の水天使サキエル）
- ユバの徽（ワイタエ、シャノア・ルウ、カリナ・ラオ）

2017年
- アンチャーテッド 古代神の秘宝（ミーヌ）

2019年
- 東方キャノンボール（霧雨魔理沙）
- 龍が如く ONLINE（花形ミドリ）

2020年
- ファイナルファンタジーVII リメイク

2024年
- アナザーコード リコレクション：2つの記憶 / 記憶の扉 （ディー）
- サガ エメラルド ビヨンド（アメイヤ・アシュリン）
- 逆転オセロニア（スイレン）
- VALORANT（クローヴ）
- マブラヴ：ディメンションズ（大空寺あゆ）
- モンスターストライク（ネッテキシ）
- メタファー：リファンタジオ
- たねつみの歌（みすず）

### ドラマCD
- MAUSU THEATER[注釈 1]
  - Vol.010 （数をいうまい、伊織のヒモ）
  - Vol.030 - Vol.025 （予想通りで庵野嬢）
  - Vol.050 - Vol.053 （目指せ！成婚カップル100組ワンダーランド）
  - Vol.070（支配人）
  - Vol.082 - Vol.086（もも組ドタバタぬいぐるみデイズ）

### 吹き替え

#### 映画
- オーバーボード（2018年、モリー・サリヴァン〈ペイトン・レピンスキー〉）
- 怪獣ゴルゴ（1961年、ショーン〈ヴィンセント・ウィンター〉）
- セルフレス/覚醒した記憶（2016年、アナ〈ジェイニー＝リン・キンケン〉）
- バイオハザード: ザ・ファイナル（2016年）
- ジャスティス・リーグ（2017年、7歳男子[32]）
- 君の名前で僕を呼んで（2018年、女子1[33]）
- パーティで女の子に話しかけるには（2018年、ザン〈エル・ファニング〉）
- アクアマン（2019年、伊少女1[34]）
- ダンボ（2019年、追う少女）
- ジョーカー（2020年、ジジ〈ロッコ・ルナ〉[35]）
- シェーン（2020年、ジョーイ・スターレット〈ブランドン・デ・ワイルド〉[36]）※N.E.M版
- リトル・モンスターズ（2020年）
- ワンダーウーマン 1984（2020年、コートニー[37]）
- TENET テネット（2021年、マックス〈ローリー・シェパード〉[38]）
- エターナルズ（2021年、女子生徒4[39]）
- ソー:ラブ&サンダー（2022年、バオ[40]）
- ムーンフォール（2022年、ジミー[41]）
- M3GAN ミーガン（2022年、ケイディ〈ヴァイオレット・マッグロウ〉）
- ザ・フラッシュ（2023年、生徒女1[42]）
- コカイン・ベア（2023年、ヘンリー〈クリスチャン・コンヴェリー〉）
- 赤と白とロイヤルブルー（2023年）

#### ドラマ
- アメリカン・ゴシック 〜偽りの一族〜（2017年）
- FBI: 特別捜査班（2018年）
- MANIFEST/マニフェスト（2019年、カル・ストーン〈ジャック・メッシーナ〉[43]）
- ファルコン&ウィンター・ソルジャー（2021年）
- ロキ（2021年、少女シルヴィ）
- 今、私たちの学校は…（2022年、セビン）

#### アニメ
- ヒルダの冒険（2018年、ケリー、トレバー)
- カンフー・パンダ 〜運命の拳〜（2018年、ジン）
- ハーフ・ヒーロー（2023年、サム）
- ムーンガール&デビル・ダイナソー（2023年、ルネラ / ムーンガール）
- 百妖譜（2024年、蟲師族の女）
- タイニー・トゥーンズのハチャメチャ学園（2024年、スウィーティー・バード[44]）
- 卓球少女 -閃光のかなたへ-（2025年、卓球チーム女子B[45]）

### テレビ番組
※はインターネット配信。
- 飯沼南実のつくってあそぶべ（2021年 - 2022年、※ニコニコチャンネル「新人研修バラエティ ココミテ！」[46][47]）

### ナレーション
- FC町田ゼルビアをつくろう〜ゼルつく〜 #80#81（2021年10月29日、AbemaTV）[48]

### その他
- 〜すべての答えはPINKとなる〜（2017年、さくらもち[49]）
- チップ&ダイス学園 ボードゲーム部 シーズン3（2021年 - 、YouTube※）[50]
- ゴールデンエッグ 1巻発売記念PV（2023年、こどもモブB[51]）